# Zakaria Ramdane
 (novembre 2019).
Si vous disposez d'ouvrages ou d'articles de référence ou si vous connaissez des sites web de qualité traitant du thème abordé ici, merci de compléter l'article en donnant les références utiles à sa vérifiabilité et en les liant à la section « Notes et références ».
Zakaria Ramdane, né le 28 octobre 1987 à Oran, est un producteur de cinéma, réalisateur et pratiquant d'art martial.

## Biographie
Zakaria Ramdane fait ses études à Tlemcen jusqu'à l'obtention de son baccalauréat. À 13 ans, il commence à pratiquer les sports de combat, dont le karaté, Muay-thaï, le full contact et d’autres.   il s'est inscrit à l'École du Louvre de Paris pour suivre des études d'histoire de l'art, en même temps il exerce le métier de mannequin pour les agences de publicité, les magazines de modes et tourne dans des publicités télé.
Sa maîtrise des arts martiaux le fait repérer par un producteur français de télévision. Zakaria Ramdane va alors rentrer dans le cercle fermé du monde du spectacle. Il est invité régulièrement sur les plateaux télé.
lors d'une émission du Guinness Book des Records, il a battu un record d'arts martiaux en cassant en deux, à coups de tête, une pile de 31 planches de bois (31x31 cm) de 2,5 cm d'épaisseur, en 30 secondes.
il a créé une société de production audiovisuelle « V Production », dont les sièges sont situés à Paris et à Oran, en association avec des producteurs français.
La société est orientée vers la réalisation de spectacles, l'organisation d’événements culturels et la création de concepts-télé.
Sa carrière d'acteur a commencé en jouant des rôles secondaires dans des séries de TF1 et France 2. Il a participé à plusieurs films, en tant que cascadeur dans Taxi , et comme acteur principal dans Harraga Blues de Moussa Haddad. Il a également produit le long-métrage franco-algérien Les Portes du soleil, dont il tient l'un des rôles principaux.
En 2019, il fait revivre le trio Bila Houdoud en produisant une série pour la chaine Echourouk TV.

## Filmographie
- Harraga Blues (Série télévisée)
- 2015 : Les Portes du soleil
- 2019 : Mission Bila Houdoud

## En tant que réalisateur
- 2019 : Mission Bila Houdoud[réf. souhaitée]

### Sources
- Hocine T., « Sportif, mannequin, expert d'art et cascadeur, Zakaria Ramdane, un acteur aux multiples talents », Le Soir d'Algérie,‎ 27 novembre 2010 (lire en ligne).
- « Mike Tyson, Smaïn et Lorie réunis dans un film d'arts martiaux », L'Express,‎ 18 août 2013 (lire en ligne).
- El Watan Weekend, 11 octobre 2013, p. 15 (lire en ligne).
- Sihem Bounabi, « Algérie: Zakaria Ramdane propose un film d'action algérien divertissant », La Tribune,‎ 7 mars 2015 (lire en ligne).